# Lasse Eriksson (fotbollsspelare)
Lars "Lasse" Rickard Eriksson, född 21 september 1965 i Stockholm, är en svensk före detta fotbollsmålvakt. Eriksson var ofta reservmålvakt bakom Thomas Ravelli i svenska landslaget. Han hann med att spela 17 landskamper åren 1988 till 1995.

## Karriär
Lasse Eriksson började spela hemma i Vendelsö IK innan han som 13-åring kom till Hammarby. Efter ett uppehåll kom han tillbaka till Hammarby och debuterade i Allsvenskan 1986, tjugo år gammal. Han tog platsen som förstamålvakt under säsongen och behöll den under de kommande två åren. Hösten 1988 åkte Hammarby ur Allsvenskan och Eriksson stod med ett utgående avtal och blev klar för IFK Norrköping. 
Eriksson blev direkt förstemålvakt och när Allsvenskan 1989 var slutspelad stod Malmö FF som seriesegrare, men i slutspelet blev IFK Norrköping svenska mästare. Utöver SM-guldet 1989 radade klubben upp topplaceringar i Allsvenskan. IFK Norrköping fick spela matcher i både UEFA-cupen och Cupvinnarcupen, och tog även två cupguld under Erikssons år i Norrköping.
Framgångarna i IFK Norrköping ledde också till spel i landslaget, även om han allt som oftast fick vara reserv bakom Thomas Ravelli. Landslagsdebuten skedde mot Östtyskland i januari 1988 i en träningslandskamp i Las Palmas (4-1). Den andra starten i landslaget blev en mardröm, då Danmark slog Sverige med hela 6-0 på Parken i Köpenhamn 14 juni 1989.
Eriksson var given i landslagstrupperna under flera år och var uttagen i tre raka mästerskap: VM 1990, EM 1992 samt VM 1994. Eriksson hoppade in i VM-kvalmatchen mot Finland 9 september 1992, då Ravelli blev skadad, och Eriksson stod också i den följande kvalmatchen mot Bulgarien på Råsunda 7 oktober 1992. Träningslandskampen mot Cypern 8 mars 1995 blev hans sjuttonde och sista landskamp.
1995 blev Eriksson utlånad till belgiska Charleroi, och året därpå blev han köpt av Porto. Där tränades han av Bobby Robson och José Mourinho. Men i Porto blev konkurrensen för hård och han fick mest vara reservmålvakt. Eriksson återvände 1998 till Sverige och Hammarby, där han avslutade karriären efter att ha varit en avgörande faktor att vinna SM-guld 2001. Efter spelarkarriären blev Lasse Eriksson målvaktstränare i Hammarby IF.
Efter säsongen 2007 tog Eriksson klivet från fotbollsplanen som målvaktstränare, upp till skrivbordet som fotbollschef i Hammarbys nya organisation. Som fotbollschef hade Eriksson ansvar för alla idrottsrelaterade frågor inom Hammarby Fotboll AB. Lasse Eriksson blev 19 maj 2009 uppsagd från sin tjänst som fotbollschef på grund av Hammarbys dåliga ekonomi. I december 2009 blev han anställd som målvaktstränare i svenska landslaget. Efter EM 2016 lämnade Eriksson sitt uppdrag som målvaktstränare i landslaget. 2019 var han målvaktstränare för Islands landslag och arbetade som projektledare för ett tv-produktionsbolag.

## Meriter
- Landslagsspelare (17 A-landskamper)
- VM i fotboll: 1990, 1994
- Svenska Dagbladets guldmedalj 1994 (tilldelades fotbollslandslaget)
- EM i fotboll: 1992
- Svensk mästare 1989, 2001[16]